# Александрович Володимир Степанович
Володи́мир Степа́нович Александро́вич (нар. 10 березня 1956, с. Циків Буського району Львівської області) — український історик-медієвіст, завідувач відділу історії середніх віків Інституту українознавства ім. І. Крип'якевича НАН України. Лауреат Державної премії України в галузі науки і техніки.

## Життєпис
1979 року закінчив історичний факультет Львівського національного університету імені Івана Франка. Працював у Львівській картинній галереї (1979-87, музей заповідник «Олеський замок»), співробітником Інституту «Укрзахідпроектреставрація» (1987—1992). У 1995 р. — асистент, з 1996 р. — доцент кафедри давньої історії України та спеціальних історичних дисциплін Львівського університету. 1995 року захистив кандидатську дисертацію на тему «Малярі у суспільно-політичному та культурному житті України XVI—XVII століть (З досвіду вивчення письмових джерел до історії українського мистецтва)». Докторську дисертацію «Західноукраїнські малярі XVI століття. Шляхи розвитку професійного середовища» захистив 2001 року.
З 1992 року працює в Інституті українознавства ім. І. Крип'якевича НАН України, спершу як історик-архівіст (1992), з 1993 року — молодший науковий співробітник, з 2003 року — старший науковий співробітник, з липня 2010 року — виконувач обов'язків завідувача відділу історії середніх віків, з січня 2011 року —завідувач відділу історії середніх віків.
Автор численних наукових публікацій з історії українського мистецтва та культури кінця Х-XVIII століть.

## Державні нагороди
- Державна премія України в галузі науки і техніки 2014 року — за роботу «Історія української культури» у п'яти томах (у дев'яти книгах) (у складі колективу)[1]

## Основні наукові публікації

### Монографії, брошури, автореферати
- Українське малярство XIII—XV ст. (Студії з історії українського мистецтва. Т. 1). — Львів, 1995. — 200 с.
- Львівські малярі кінця XVI століття (Студії з історії українського мистецтва. — Т. 2). — Львів, 1998. 200 с.
- Мистецтво Галицько-Волинської держави. — Львів, 1999. 132 с.
- Західноукраїнські малярі XVI століття. Шляхи розвитку професійного середовища (Студії з історії українського мистецтва. — Т. 3). — Львів, 2000. 312 с.
- Західноукраїнські малярі XVI століття. Шляхи розвитку професійного середовища. Автореф. дис. … докт.істор.наук. — Львів, 2001. — 32 с.
- Холмська ікона Богородиці (Історичні та культурологічні студії. — Т. 1). — Львів, 2001. 40 с.
- Інвентарі Олицького замку XVII—XVIII ст. / Зібрав і підготував до друку Володимир Александрович. — Луцьк, 2007. 276 с.

### Статті
- Київська іконографія початку XVII століття у переказі книжкової гравюри. Особливості «празникового» циклу ілюстрацій Анфологіону 1619 року // Історія релігій в Україні. Науковий щорічник 2012 рік. — Львів, 2012. — Кн. 2. — С. 460—471.
- Інститут українознавства ім. І. Крип'якевича Національної академії наук України в 2011 р. Інформаційний бюлетень. — Львів, 2012 [Статті:] «Відділ історії середніх віків». — С. 82-83 (без підп.); «Конференції до ювілею Львівського Успенського братства» — С. 90-93 (без підп.)
- Nuncjusza Germanikusa markiza Malaspiny potwierdzenie przywileju arcybiskupa Jana Dymitra Solikowskiego z dnia 10 lipca 1596 roku dla bractwa i cechu malarzy katolickich we Lwowie z roku 1597 // Nuncjatura Apostolska w Rzeczypospolitej / Red. T. Chynczewska-Hennel, K. Wiszowata-Walczak. — Białystok, 2011. — S. 157—167.
- Фрески з портретом княжої родини у київській Софії // Пам'ятки України: історія та куль тура. — 2011. — Ч. 3-4. — С. 50-55.
- Українська пізньосередньовічна іконографія Розп'яття: типологія та функціонування // Апологет. Богословський збірник Львівської духовної академії УПЦ КП. — 2011. — № 29: Матеріали IV Міжнародної наукової конференції «Християнська сакральна традиція: віра, духовність, мистецтво», Львів, 24-25 листопада 2011 р. — С. 57-70.
- Сліди Юрія Шимоновича-старшого поза Україною // Пам'ятки України: історія та культура. — 2011. — №. 1-2. — С. 60-75.
- Середньовічне мистецтво Перемишльської єпархії на сторінках нового видання «Історії українського мистецтва» // Церковний календар 2012. Видання Перемисько-Новосанчівської єпархії. — [Сянок, 2011]. — С. 138—162.
- «Реалістичний» аспект ілюстрацій видань Львівського Успенського братства другої половини XVII століття // Історія релігій в Україні. Науковий щорічник. 2011 рік. — Львів, 2011. — Кн. 2. — С. 437—444.
- Прижиттєва іконографія гетьмана Івана Мазепи // Іван Мазепа і мазепинці: історія та культура України останньої третини XVII — початку XVIII століть. Науковий збірник. — Львів, 2011. — С. 183—193.
- Пінзель Йоган-Георг (PinzelJohanGeorg; р. н. невід. — п. між 16.09.1761 і 24.10.1762 // Енциклопедія історії України. — Київ, 2011. — Т. 8: Па-Прик. — С. 257—258.
- Майстри «малих» осередків українського малярства історичного перемишльсько-львівського регіону першої половини XVII ст. [Архівовано 23 вересня 2016 у Wayback Machine.] // Соціум. Альманах соціальної історії. — 2013. — Вип. 10. — С. 9—30.
  - Історія українського мистецтва (видання)